# Kozłów (gmina)
Kozłów – gmina wiejska w województwie małopolskim, w powiecie miechowskim. W latach 1975–1998 gmina położona była w województwie kieleckim.
Siedziba gminy to Kozłów.
Według danych z 30 czerwca 2012 gminę zamieszkiwało 4786 osób.

## Struktura powierzchni
Według danych z roku 2002 gmina Kozłów ma obszar 85,84 km², w tym:
- użytki rolne: 82%
- użytki leśne: 10%

Gmina stanowi 12,68% powierzchni powiatu.

## Demografia

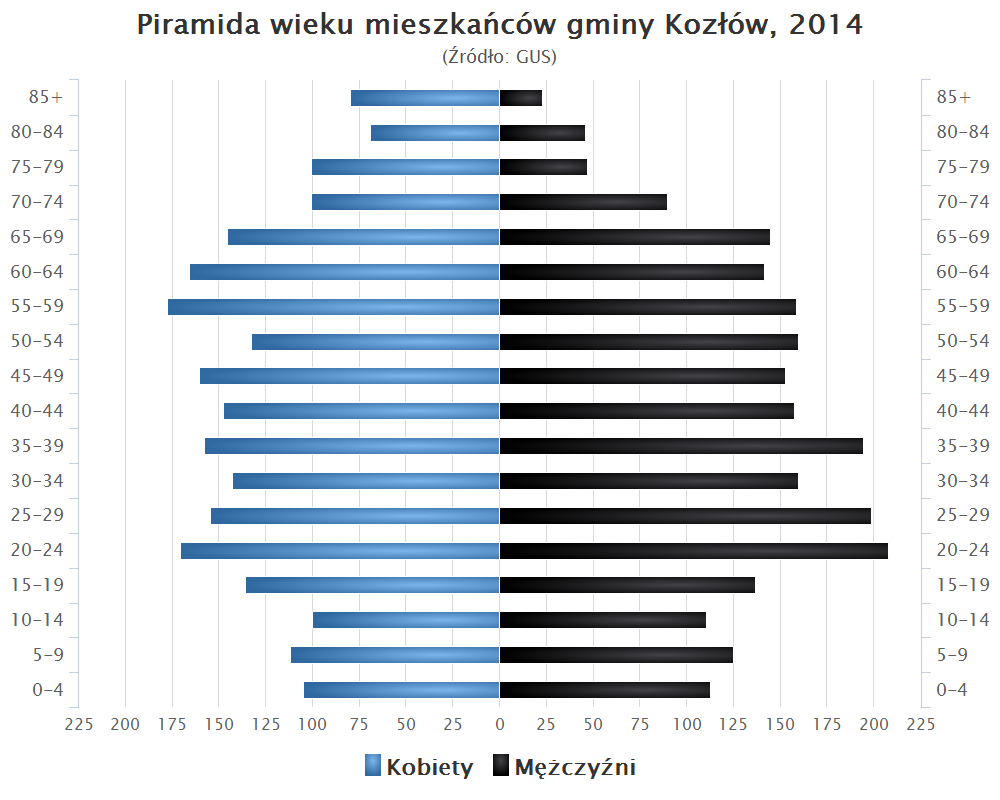
Piramida wieku mieszkańców gminy Kozłów w 2014 roku

Dane z 30 czerwca 2012:
| Opis                              | Ogółem | Ogółem | Kobiety | Kobiety | Mężczyźni | Mężczyźni |
| --------------------------------- | ------ | ------ | ------- | ------- | --------- | --------- |
| jednostka                         | osób   | %      | osób    | %       | osób      | %         |
| populacja                         | 4786   | 100    | 2390    | 49,94   | 2396      | 50,06     |
| gęstość zaludnienia (mieszk./km²) | 55,8   | 55,8   | 27,8    | 27,8    | 27,9      | 27,9      |

Dane z 30 czerwca 2004:
| Opis                              | Ogółem | Ogółem | Kobiety | Kobiety | Mężczyźni | Mężczyźni |
| --------------------------------- | ------ | ------ | ------- | ------- | --------- | --------- |
| jednostka                         | osób   | %      | osób    | %       | osób      | %         |
| populacja                         | 4971   | 100    | 2478    | 49,8    | 2493      | 50,2      |
| gęstość zaludnienia (mieszk./km²) | 57,9   | 57,9   | 28,9    | 28,9    | 29        | 29        |

## Sołectwa
Bogdanów, Bryzdzyn, Kamionka, Karczowice, Kępie, Kozłów, Marcinowice, Przybysławice, Przysieka, Rogów, Wierzbica i Wolica.

## Sąsiednie gminy
Charsznica, Książ Wielki, Sędziszów, Wodzisław, Żarnowiec.